# 松村文夫
松村 文夫（まつむら ふみお）は、細胞生物学者。細胞分裂における細胞骨格関連タンパク質のリン酸化
の研究で著名。日本の大学・大学院出身で、30歳前後に渡米し、1995年からアメリカ合衆国のラトガース大学・教授（分子生物学・生化学）。理学博士。秦野節司の直弟子。

## 研究
多くの動物細胞は基質に接着し扁平の形（細胞伸展）している。細胞分裂するときだけ、基質から離れ、球状の形になる。細胞分裂に伴う、基質からの解離と形状の変化の生化学的仕組みを、タンパク質リン酸化の視点から、松村は1つ1つ解明した。
カルデスモン（caldesmon)はマイクロフィラメント（アクチン線維）とカルモジュリン（calmodulin）に結合するタンパク質だが、細胞分裂の時にマイクロフィラメントから解離することを発見した。解離は、Cdc2キナーゼ がカルデスモンをリン酸化することで起こることも発見した。
また、細胞分裂する時、特異的にmyosin-targeting subunit of myosin phosphatase (MYPT)がリン酸化されることを発見。
さらに、焦点接着（focal adhesion）に存在するリン酸化タンパク質であるFAK（focal adhesion kinase）は、細胞分裂する時、特異的にセリン残基がリン酸化されることを発見した。このリン酸化によって、細胞が接着面から離れて丸い形状になる。

## 略歴
- 1971年 東京大学教養学部卒業（指導教授：毛利秀雄）
- 1976年 名古屋大学大学院理学研究科博士課程満了（指導教授：秦野節司）
- 197x年 基礎生物学研究所 研究員
- 1981年 アメリカ合衆国のコールド・スプリング・ハーバー研究所 研究員
- 1995年 アメリカ合衆国のラトガース大学・教授